# Mil Mi-2
De Mil Mi-2 (Russisch: Ми-2) (NAVO-codenaam: Hoplite) is een kleine lichtgepantserde transporthelikopter, welke ook gevechtsondersteuning kan geven vanuit de lucht aan grondtroepen (luchtsteun), als hij bewapend is met 57mm-raketten en een 23mm-kanon. Hij werd voor het eerst in de Sovjetluchtmacht geïntroduceerd in 1965. De Mi-2 werd exclusief geproduceerd in Polen. De productie stopte in 1985 nadat er ongeveer 7.200 waren gemaakt.
De Mi-2 is vooral in gebruik in voormalige sovjetlanden, maar ook in Duitsland, Mexico en Myanmar. Momenteel is de Mi-2 nog steeds in gebruik bij de Tsjechische luchtmacht. Vijf exemplaren worden door LOM Praha, in opdracht van het Tsjechische ministerie van defensie, gebruikt voor vliegtraining van helikopterpiloten.

## Specificaties

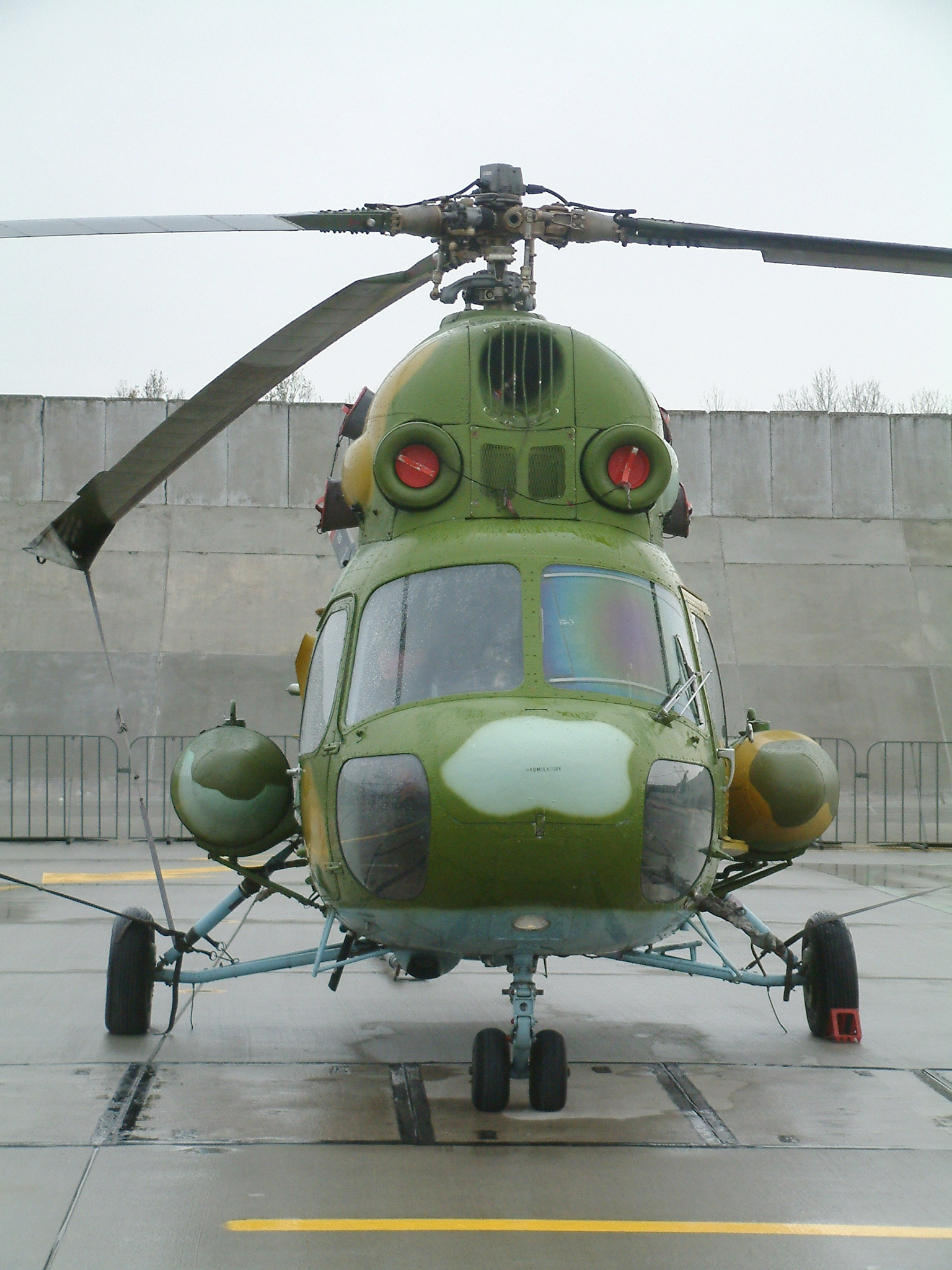
Poolse Mi-2

- Rotordiameter: 14,60 m

## Ontwerpvolgorde
Mi-1-Mi-2-Mi-3-Mi-4-Mi-5